# Echinopla praetexta
Echinopla praetexta är en myrart som beskrevs av Smith 1860. Echinopla praetexta ingår i släktet Echinopla och familjen myror. Inga underarter finns listade i Catalogue of Life.